# Takimitlding
Takimitlding (Takimilding), selo Hupa Indijanaca na istočnoj strani Trinityja u Kaliforniji, oko 4 milje (6,5 kilometara) sjeverno od sela Tsewenalding. Selo je nekada bilo religiozni Hupa centar, u kojem su se nalazile sveta kuća i parna kupelj, i održavale se svečanosti žira, najvažnije sirovine u proizvodnji žirovog brašna (acorn bread) prvi dio proljetnog plesa, te jesenski ili skokoviti ples, a s njega se u kanuima kreće na početak plesa bijele jelenje kože. Svećenik zadužen za ove obrede živi u ovom selu. (str. Npr.). U Takimildingu živio je je svečenik koji je predvodio ceremonije
Selo je 1870. imalo 125 stanovnika, i to 51 muškarac i 74 žene; broj kuća 1851. bio je 20.

## Slika
- Takimilding  Arhivirana inačica izvorne stranice od 4. veljače 2010. (Wayback Machine)